# Estació de Tetuan
Tetuan és una estació de la L2 del Metro de Barcelona situada sota la Gran Via de les Corts Catalanes al districte de l'Eixample de Barcelona i es va inaugurar el 1995 com a part del primer tram de la L2 entre Sant Antoni i Sagrada Família.
| Metro de Barcelona     |                   |                                              |            |                        |
| Procedència/Destinació | <                 | Línia                                        | >          | Procedència/Destinació |
| Paral·lel              | Passeig de Gràcia | Logotip de la Línia 2 del metro de Barcelona | Monumental | Badalona Pompeu Fabra  |

## Accessos
- Passeig de Sant Joan - Carrer Diputació
- Passeig de Sant Joan - Carrer Casp